# Montagut (Llagostera)
El Montagut es una montaña de 505 metros que se encuentra en el municipio de Llagostera en la comarca catalana del Gironés.